# رايموند بيرثيوم
رايموند بيرثيوم هو مغني كندي، ولد في 9 مايو 1931 في لافال في كندا، وتوفي في 23 يونيو 2009 في مونتريال في كندا.

## وصلات خارجية
- الموقع الرسمي
- رايموند بيرثيوم على موقع ميوزك برينز (الإنجليزية)